# Дворянин господарский
Дворянин господарский — мелкие чиновники, отдельная группа служилых людей, которые выполняли различные поручения воевод, старост и великого князя в Великом княжестве Литовском. К их компетенции, в частности, относились: проведение дознания, ревизий государственных и великокняжеских имений, сбор пошлин и других официальных сборов, вызов в суд, введение во владение. Они сообщали о военной мобилизации, сбор налогов и съездах на сейм. Дворян господарских набирали из молодых представителей шляхетских малоимущих родов. Подчинялись лично великому князю литовскому и его представителям на местах.